# Anomochilus weberi
A Anomochilus weberi é uma espécie de cobra da família Anomochilidae. É endêmica das ilhas de Bornéu e Sumatra, onde habita biomas montanos e florestas de plantas da família Dipterocarpaceae em altitudes de 300 a 1.000 m. Descrita pelo herpetologista Theodorus Willem van Lidth de Jeude [en] em 1890, a espécie é uma cobra robusta e cilíndrica com cabeça pequena e cauda curta e cônica. É a menor espécie de seu gênero, com comprimento total de 230 mm. Sua coloração é predominantemente preta, com listras claras ao longo das laterais e manchas claras na borda das escamas vertebrais, bem como uma variedade de outras manchas e marcas claras na cauda e na cabeça. Pode ser diferenciada das outras espécies de seu gênero por seu tamanho pequeno, pela presença de uma faixa clara nas laterais e pela presença de manchas claras no dorso.
A espécie é noturna e fossorial (adaptada para viver no subsolo). Provavelmente se alimenta de minhocas, cobras e lagartos sem pernas. A espécie põe ovos em ninhadas de quatro, o que é incomum para sua superfamília, onde a maioria das espécies dá à luz filhotes vivos. Atualmente, a Lista Vermelha da IUCN classifica a A. weberi como espécie deficiente de dados devido à falta de informações sobre sua distribuição e ameaças à espécie; no entanto, ela pode estar ameaçada pela destruição de habitat causada pela exploração madeireira e urbanização.

## Taxonomia e sistemática
Em 1890, o herpetologista holandês Theodorus van Lidth de Jeude descreveu a espécie Anomalochilus weberi com base em um espécime fêmea da espécie de Sumatra. Ele também descreveu o gênero Anomalochilus no mesmo artigo, criando-o para a espécie. Em 1901, o naturalista Carlos Berg renomeou o gênero para Anomochilus, pois o nome Anomalochilus já estava em uso para um gênero de besouros. O nome específico, weberi, é uma homenagem ao zoólogo alemão-holandês Max Carl Wilhelm Weber.
A. weberi é uma das três espécies do gênero Anomochilus, que é o único gênero da família Anomochilidae. Anomochilidae é uma das três famílias da superfamília Uropeltoidea [en], juntamente com Uropeltidae e Cylindrophiidae. No entanto, estudos genéticos indicam que Cylindrophiidae é parafilética (não contém todos os descendentes de um ancestral comum) com relação a Anomochilidae, e algumas autoridades fundem Anomochilidae em Cylindrophiidae.

## Descrição
Como outras espécies de seu gênero, a A. weberi é cilíndrica, com uma cabeça pequena e arredondada e uma cauda curta e cônica. É a menor serpente Anomochilus, com um comprimento total de 230 mm. A cabeça é contínua com o pescoço e, apesar da natureza fossorial da espécie, o focinho não tem reforços para ajudar na escavação. O dorso é liso, com escamas um pouco maiores do que a parte inferior. A espécie também não tem o pulmão esquerdo. Tem a parte inferior completamente preta e a parte superior preta com listras claras ao longo das laterais e manchas claras ao redor das escamas vertebrais. As escamas pré-frontais e as escamas anais são esbranquiçadas, e a parte inferior da cauda tem uma faixa esbranquiçada que forma um meio anel ao redor da cauda. As partes inferiores têm duas fileiras de manchas brancas irregulares e a ponta da cauda também tem duas pequenas manchas claras. Quando preservada em álcool, a cor da espécie muda para marrom.
A A. weberi tem 19 fileiras de escamas (excluindo as escamas ventrais) no meio do corpo. Ela tem 242-248 escamas midventrais (escamas no meio da parte inferior) e 6-8 escamas subcaudais (escamas entre a cloaca e a ponta da cauda). A espécie pode ser diferenciada de outras serpentes fora de seu gênero por sua cabeça e olhos pequenos, as grandes escamas na testa, uma única escama nasal que limita a segunda escama supralabial, a ausência das escamas loreais e pré-oculares, uma única escama pós-ocular e a falta de um sulco cerebral.
A espécie é a única do gênero Anomochilus em Sumatra, mas ocorre com ambos os seus congêneres em Bornéu. Difere da A. monticola e da A. leonardi pela presença de listras claras ao longo das laterais e uma escama parietofrontal emparelhada na testa.

## Distribuição e habitat
Atualmente, a A. weberi é conhecida apenas das Grandes Ilhas da Sonda, no arquipélago indonésio, onde ocorre em Sumatra e Bornéu. Em Bornéu, é encontrada perto de Kutai, Calimantã; em Sumatra, é conhecida das terras altas de Padang e do Monte Talakmau, no oeste de Sumatra. Acredita-se que habite biomas montanos e florestas de plantas da família Dipterocarpaceae em altitudes de 300 a 1.000 m e, como outras espécies de seu gênero, é fossorial.

## Ecologia e conservação
A A. weberi é noturna e fossorial. A ecologia da espécie é pouco estudada e pouco se sabe sobre sua dieta e hábitos reprodutivos. A ausência do sulco cerebral sugere que a serpente se alimenta de invertebrados alongados, como minhocas, e talvez de vertebrados pequenos e finos, como outras serpentes e lagartos sem pernas. A espécie põe ovos em ninhadas de quatro; isso é único na superfamília Uropeltoidea, sendo que as demais dão à luz filhotes vivos.
A espécie é atualmente classificada como deficiente de dados pela União Internacional para a Conservação da Natureza devido à falta de informações sobre sua área de distribuição, tamanho da população e ameaças que a afetam. Ela pode estar ameaçada pela destruição de habitat causada pela exploração madeireira e pela urbanização.